# Fernando Amorebieta
Fernando Amorebieta Mardaras (Cantaura, 23 maart 1985) is een Spaans-Venezolaans profvoetballer die doorgaans als verdediger speelt. Hij verruilde Sporting Gijón in juli 2017 transfervrij voor Independiente. Amorebieta debuteerde in 2011 in het Venezolaans voetbalelftal.

## Clubcarrière

### Athletic Bilbao
Amorebieta werd geboren in Venezuela, maar vertrok al op jonge leeftijd naar Bilbao, de geboortestad van zijn ouders. Na enkele jaren in de jeugdopleiding van Athletic de Bilbao debuteerde Amorebieta in het seizoen 2005/06 in het eerste elftal van de club op de positie van linksback. Vanwege problemen op de linksbackpositie werd Amorebieta echter op de positie van centrale verdediger opgesteld en speelde daar naar behoren. Hij viel op door zijn onstuimige gedrag in het veld, wat hem negen gele en één rode kaart opleverde in vijftien competitiewedstrijden. Ook het seizoen 2006/07 kwam Amorebieta geregeld tot spelen; in het seizoen 2012/13 kwam hij voor het eerst minder aan spelen toe met elf competitieduels gedurende het gehele seizoen.

### Fulham
Op 15 april 2013 tekende Amorebieta een vierjarig contract bij de Londense club Fulham. Dit werd bekendgemaakt op 22 mei 2013. Op 4 september maakte hij in de Premier League tegen West Bromwich Albion zijn debuut. Met Fulham degradeerde Amorebieta in het seizoen 2013/14 uit de hoogste Engelse competitie. In het volgende seizoen miste hij enkele maanden door een blessure; in maart 2015 keerde hij terug. In diezelfde maand werd Amorebieta voor de rest van het seizoen uitgeleend aan Middlesbrough FC, waarvoor hij viermaal in actie kwam.

## Clubstatistieken
| Seizoen                    | Club                       | Competitie                 | Duels | Goals |
| -------------------------- | -------------------------- | -------------------------- | ----- | ----- |
| 2005/06                    | Athletic de Bilbao         | Primera División           | 15    | 0     |
| 2006/07                    | Athletic de Bilbao         | Primera División           | 27    | 0     |
| 2007/08                    | Athletic de Bilbao         | Primera División           | 34    | 0     |
| 2008/09                    | Athletic de Bilbao         | Primera División           | 29    | 0     |
| 2009/10                    | Athletic de Bilbao         | Primera División           | 34    | 0     |
| 2010/11                    | Athletic de Bilbao         | Primera División           | 17    | 0     |
| 2011/12                    | Athletic de Bilbao         | Primera División           | 28    | 3     |
| 2012/13                    | Athletic de Bilbao         | Primera División           | 11    | 0     |
| 2013/14                    | Fulham                     | Premier League             | 23    | 1     |
| 2014/15                    | Fulham                     | Championship               | 7     | 1     |
| 2014/15                    | → Middlesbrough            | Championship               | 5     | 1     |
| 2015/16                    | → Middlesbrough            | Championship               | 13    | 0     |
| 2015/16                    | Fulham                     | Championship               | 14    | 0     |
| 2016/17                    | Sporting Gijon             | Primera División           | 27    | 0     |
| 2017/18                    | Independiente              | Primera División           | 6     | 0     |
| Bijgewerkt op 7 maart 2018 | Bijgewerkt op 7 maart 2018 | Bijgewerkt op 7 maart 2018 | 290   | 6     |

## Interlandcarrière
Amorebieta speelde in verschillende Spaanse jeugdelftallen. In november 2006 werd de verdediger voor het eerst geselecteerd voor het Venezolaans voetbalelftal, maar wees de uitnodiging destijds af om meer tijd te hebben voor de keuze tussen het Spaans nationaal elftal en Venezuela. Uiteindelijk maakte Amorebieta op 2 september 2011 zijn debuut in de vriendschappelijke wedstrijd tegen Argentinië, net als verdediger Andrés Túñez. Ruim een maand later, op 11 oktober, nam hij tegen dezelfde tegenstander in de 61ste minuut het enige doelpunt voor zijn rekening in het WK-kwalificatieduel in Puerto La Cruz. Daardoor behaalde Venezuela voor de eerste keer in de geschiedenis een overwinning op Argentinië. In 2015 werd Amorebieta opgenomen in de Venezolaanse selectie voor de strijd om de Copa América.
1 Albil ·
2 Franco ·
3 Gonzalo Asis ·
4 Figal ·
5 Domingo ·
6 Sánchez Miño ·
7 Benítez ·
8 Meza ·
9 Gigliotti ·
10 Gaibor ·
11 Fernández ·
12 Velez ·
13 Rehak ·
14 Amorebieta ·
15 Rodríguez ·
16 Bustos ·
17 B. Romero ·
18 S. Romero ·
20 Silva ·
22 Martínez ·
23 Brítez ·
25 Campaña  ·
26 Gutiérrez ·
27 Menéndez ·
29 Pizzini ·
30 Verón ·
Coach: Holan
1 Baroja ·
2 Ángel ·
3 Túñez ·
4 Vizcarrondo ·
5 Amorebieta ·
6 Cichero ·
7 Miku ·
8 Rincón ·
9 Rondón ·
10 Vargas ·
11 González ·
12 Dani ·
13 Seijas ·
14 Lucena ·
15 Guerra ·
16 Rosales ·
17 Martínez ·
18 Arango ·
19 Acosta ·
20 Perozo ·
21 Rivas ·
22 Murillo ·
23 Faríñez ·
Coach: Sanvicente